# Marcello Crescenzi (bispo de Assis)
Marcello Crescenzi (falecido a 13 de agosto de 1630) foi um prelado católico romano que serviu como bispo de Assis (1591–1630).

## Biografia
No dia 13 de novembro de 1591, Marcello Crescenzi foi nomeado durante o papado de Inocêncio IX como Bispo de Assis. A 4 de dezembro de 1591, foi consagrado bispo por Michele Bonelli, cardeal-bispo de Albano, com Paolo Alberi, arcebispo emérito de Dubrovnik, e Rutilio Benzoni, bispo de Loreto, servindo como co-consagradores. Crescenzi serviu como Bispo de Assis até à sua morte no dia 13 de agosto de 1630.

## Sucessão episcopal
Enquanto bispo, foi o consagrador principal de:
- Domenico de' Marini (patriarca), Bispo de Albenga (1611);
- Francesco Boncompagni, Bispo de Fano (1623);

e co-consagrador principal de:
- Dionisio Martini, Bispo de Nepi e Sutri (1616).